# Risaralda megye
Risaralda Kolumbia egyik megyéje. Az ország középső részétől nyugatra terül el. Székhelye Pereira.

## Földrajz
Az ország középső részétől nyugatra elterülő megye nyugaton Chocó, északon Antioquia, keleten Caldas és Tolima, délen pedig Quindío és Valle del Cauca megyékkel határos. Kis területének ellenére a szintkülönbségek nagyok: míg egy része 2000 m alatti magasságokban fekszik, vannak 4500 m-t meghaladó csúcsai is.

## Gazdaság
Legfontosabb termesztett növényei a cukornád, a banán, a paradicsom, a kukorica, a sarjadékhagyma, de kávét és narancsot is nagy mennyiségben termelnek. Állattenyésztésének meghatározó állata a szarvasmarha, a szárnyasok közül pedig a kacsa. Ipari árbevételének legnagyobb részét a kávé-, a papír- és a textilipar adja.

## Népesség
Ahogy egész Kolumbiában, a népesség növekedése Risaralda megyében is gyors, ezt szemlélteti az alábbi táblázat:
| Év             | Lakosság |
| -------------- | -------- |
| 1985           | 652 872  |
| 1993           | 744 974  |
| 2005           | 897 509  |
| 2012 (becsült) | 941 275  |